# Kreisgericht Schroda
Das Kreisgericht Schroda war von 1849 bis 1878 ein preußisches Kreisgericht mit Sitz in Schroda.

## Geschichte
In Schroda bestand bis 1849 das Land- und Stadtgericht Schroda. Nach der Märzrevolution wurde dieses Gericht aufgehoben und in der ganzen Provinz Posen einheitlich Kreisgerichte gebildet. In Schroda entstand so das Kreisgericht Schroda. Es war eines von 16 Kreisgerichten im Sprengel des Appellationsgerichts Posen.
Der Sprengel des Kreisgerichts Schroda umfasste den Kreis Schroda mit den Städten Kostschin, Pudewitz, Santomischel und Schroda mit 46.239 Gerichtseingesessenen (1861). Das Kreisgericht Posen war das zuständige Schwurgericht für das Kreisgericht Schroda. Gerichtstage wurden in Kostschin und Pudewitz gehalten. Das Gericht bestand aus einem Direktor und acht Kreisrichtern.
Im Rahmen der Reichsjustizgesetze wurde das Gerichtswesen in Deutschland 1879 vereinheitlicht. Damit wurde das Kreisgericht Schroda aufgehoben und das königlich preußische Amtsgericht Schroda mit Wirkung zum 1. Oktober 1879 als eines von neun Amtsgerichten im Bezirk des Landgerichtes Posen als Nachfolger gebildet.